# Leo Guda
Leonard Henrij (Leo) Guda (1924 – Paramaribo, 27 mei 1966) was een Surinaams bestuurder en politicus van de PSV.
Hij was leerling van het Peter Stuyvesant College in Willemstad (Curaçao) en kreeg in 1947 een studiebeurs voor een opleiding in Nederland. Hij ging elektrotechniek studeren aan de Technische Hogeschool Delft waar hij in 1955 slaagde. Terug in Suriname werd ir. L.H. Guda in 1959 de opvolger van ir. H. de Geus als directeur van Lands Telegraaf en Telefoondienst (LTT).
Daarnaast was hij actief in de politiek. Bij de parlementsverkiezingen van 1958 werd hij verkozen tot lid van de Staten van Suriname. Guda zou Statenlid blijven tot hij in 1966 op 41-jarige leeftijd overleed.
Een zus van Guda is de dichter en cultureel antropologe Trudi Guda.